# Acorizal
Acorizal è un comune del Brasile nello Stato del Mato Grosso, parte della mesoregione del Centro-Sul Mato-Grossense e della microregione di Rosário Oeste.